# 同人誌即賣會
同人誌即賣會（又稱同人誌展銷會、同人誌即售會、同人誌販售會，簡稱同人展），是同人界的參與者（不論是個人或是同人社團）直接販賣自己創作的同人誌，並與讀者交流的展覽會。除了書籍之外，同人創作的遊戲軟體、音樂CD、歌詞、素描等，亦可能在會場販售或發佈。同時，即賣會場內亦可能有與動漫畫關係較密切的流行文化之活動，如Cosplay或娃娃擺設等。

## 主辦單位性質

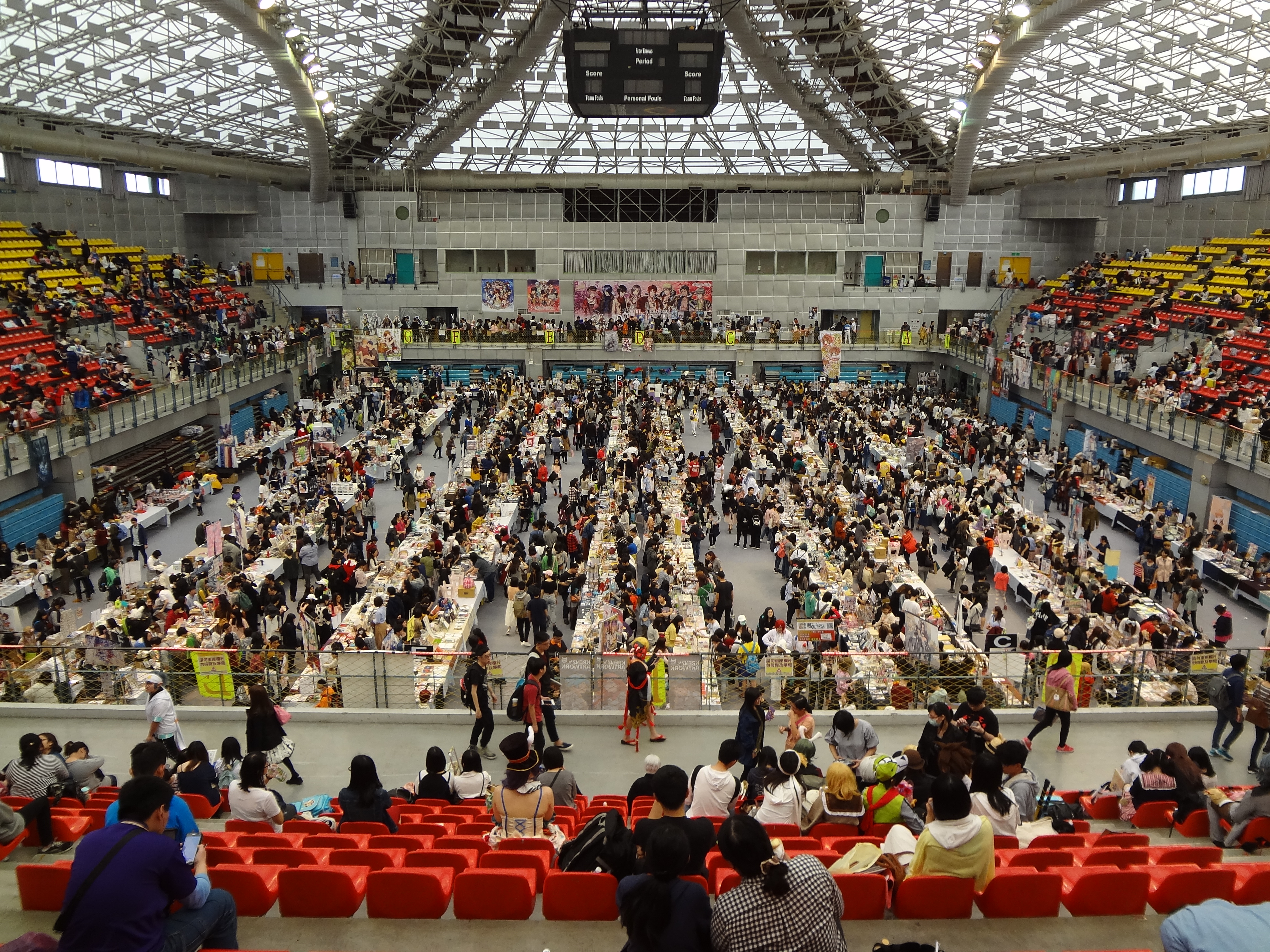
第48屆台灣同人誌販售會

同人誌即賣會根據主辦單位的不同，可分為業餘與企業活動。

### 業餘性質
就是僅由同好個人或社團所促成的即賣會，通常規模較企業主辦的小，但場次較多。
在香港，首個同人誌是同好們於1995年－1996年自發舉行的同人祭。現存的則是由各大學，在不同時間、不同會場中，所舉辦的即賣會，包括秋祭、藝墟等。
台灣方面，大部分的同人誌即賣會是由高中職、大專院校或同好主辦或合辦的，如中區大專院校的動漫相關性社團聯合舉辦的同人誌展售會－春宴、CAE、TCS，中部同好舉辦的同人動漫創作祭（簡稱「DS」）、華祭（簡稱「FA」），及南部由成大漫畫社主辦的成大同人活動，由南部動漫同好聯合舉辦的WingStage永集動漫遊戲展（簡稱「WS」）等，以及由同好自行發起舉辦的各類 Only 場次。
在澳門，則全是業餘性質的同人誌即賣會，暫時仍未有任何商業性質的同人誌即賣會出現。首個同人誌即賣會是澳門同人節，由2005年開始舉辦至今。另外較注目的同人誌即賣會有舉辦過兩屆的漫墟和Illusion Feather。
中國大陸的情況則比較複雜，大部分商業漫展會向社團招租，但販賣同人志和販賣一般商品混在一起，比如YACA、ChinaJoy等。近些年來一些個人組織或學校社團嘗試發起不含商業販賣品的同人展。如在廣州有「ADSL本土动漫创作作品展」，上海的ComiCon和Comicup，成都的Comiday、Rainbow Market等等。

### 企業性質

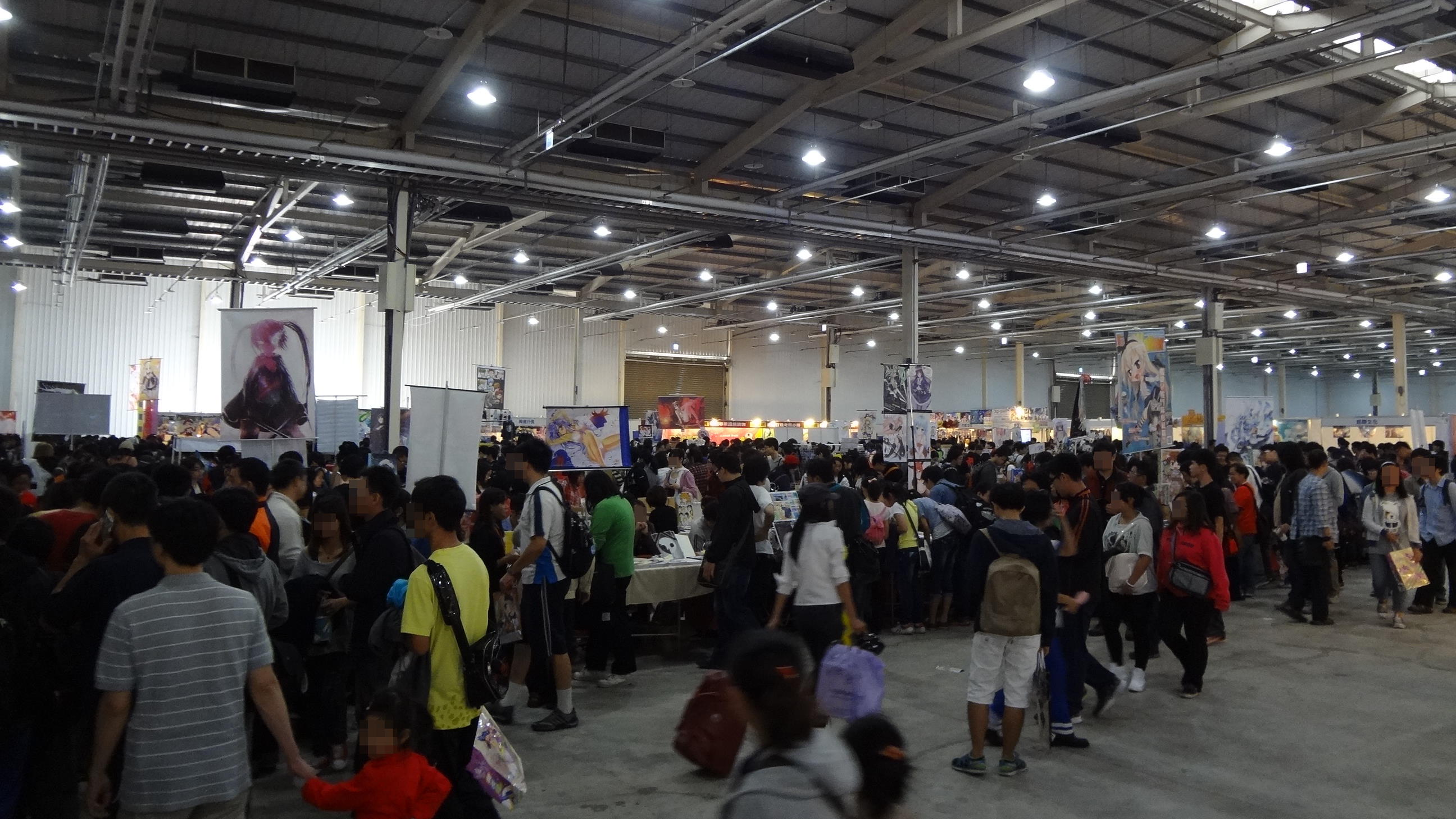
2013臺中動漫節同人誌即賣會

由企業主導統籌的活動，好處是可以籌到較大的資本來租場地、邀請來賓，提供額外的服務。壞處是因為商業考慮會犧牲同好的部份樂趣，甚至影響同人創作或同人界內的發展風氣。
在台灣，主要有開拓動漫事業（杜葳廣告）主辦的開拓動漫祭（簡稱「FF」）、同人誌數位有限公司主辦的台灣同人誌販售會（簡稱「CWT」）、以及吉桔整合行銷主辦的的GJ同人誌販售會（簡稱「GJ」）。
在香港，現存的企業性質即賣會則為Comic World HK，簡稱「CW」。而香港其他企業性質即賣會包括Rainbow Gala及創天綜合同人祭（Creative Paradise）。過往亦有一些企業性質的即賣會，包括由香港漫畫協會主辦的漫人墟。
而日本最大型的即賣會，則為在東京國際展示場舉行的Comic Market，簡稱「Comikē」。

## 各地定期性活動列表

### 日本
- Comic Market
- Comic Revolution
- Super Comic City（SCC）
- 博麗神社例大祭

### 台灣
- 北部
  - 開拓動漫祭（Fancy Frontier）
  - 亞洲動漫創作展（Petit Fancy）
  - 台灣同人誌販售會（Comic World Taiwan）
  - 漫創地平線（Comic Horizon）
- 中部
  - GJ同人誌販售會（Grand Journey）
  - Doujin Spirit同人動漫創作祭
  - 華祭（Fantasy Area）
  - 中部動漫文化祭（Taichung Comic Stimulate）
  - 中區大專院校動漫社成果發表暨同人誌販售會（Central ACG Exchange）
  - 春宴
- 南部
  - WingStage永集動漫遊戲展（Wing Stage）
  - 成大同人活動
  - 崑山夢工廠（Kun-Shan Dream Factory）
  - 南方理想國（Southern Ideal Kingdom）
  - 存在革命（Existence Revolutionist）

### 香港
- 創天綜合同人祭（Creative Paradise）
- Comic World HK
- Rainbow Gala[1]
- Palette Ring[2]
- 香港城市大學秋祭

### 澳門
- 澳門同人節
- 漫墟
- Illusion Feather

### 中國大陸
- 廣州：ADSL本土動漫創作作品展、COMICUPGZ[3]、Tongren World
- 上海：COMICUP[4]
- 杭州：COMICUP[5]
- 北京：GoldenAgeExpo
- 成都：成都同人作品交流会（Comiday）

### 馬來西亞
- Comic Fiesta

## 主要展覽場地
日本：
- 東京國際展示場

台灣：
- 國立臺灣大學綜合體育館
- 花博公園爭艷館
- 國立臺灣師範大學公館校區中正堂
- 逢甲大學體育館
- 文化部文化資產園區雅堂館、國際展演館
- 高雄市立社會教育館綜合體育館
- 高雄國際會議中心
- 駁二藝術特區

香港：
- 香港城市大學（秋祭）
- 香港大學
- 香港理工大學（藝墟）
- 香港國際展貿中心（Comic World HK、Rainbow Gala、CWTHK）
- 香港會議展覽中心（創天綜合同人祭（Creative Paradise））
- The Wave（Palette Ring 1）
- D2 Place（Palette Ring 2-）

澳門：
- 澳門綜藝館（澳門同人節）
- 澳門工人體育場（漫墟、Illusion Feather）

成都：
- 成都新國際會展中心（Comiday）
- 成都世纪城国际展览中心（Comiday）

廣州
- 中國進出口商品交易會展館（COMICUPGZ）
- 保利世貿展覽中心（Tongren World）

上海
- 上海世博展览馆
- 上海国家会展中心

杭州
- 杭州大会展中心

馬來西亞：
- 吉隆坡展覽館 （Kuala Lumpur Convention Centre)